# LituanicaSAT-1

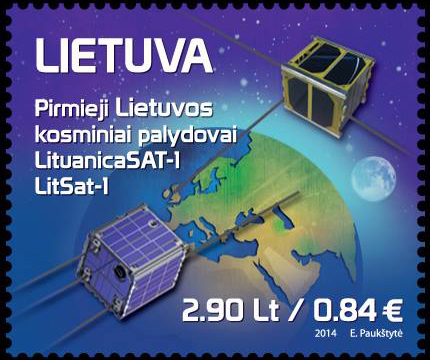

LituanicaSat-1, conosciuto anche come Lituanica-OSCAR 78, è stato il primo satellite della Lituania insieme al LitSat-1, lanciato contemporaneamente.
Il satellite, del tipo CubeSat, è stato realizzato dall'Università di Vilnius e lanciato il 9 gennaio 2014 dal Mid-Atlantic Regional Spaceport con un razzo vettore Antares. LituanicaSat 1 è stato posto a bordo del veicolo spaziale Cygnus Orb-1 e trasferito alla Stazione spaziale internazionale, da cui è stato posto in orbita bassa il 28 febbraio 2014 mediante il Nanoracks CubeSat Deployer.
Il satellite aveva a bordo una videocamera e un sistema di comunicazione per radioamatori con un protocollo di rete AX.25. La missione si è conclusa il 28 luglio 2014 con il rientro del satellite nell'atmosfera.